# Mlynky (Slowakei)
Mlynky ist eine Gemeinde im Okres Spišská Nová Ves (Košický kraj) im Osten der Slowakei, mit 497 Einwohnern (Stand 31. Dezember 2024).

## Geographie

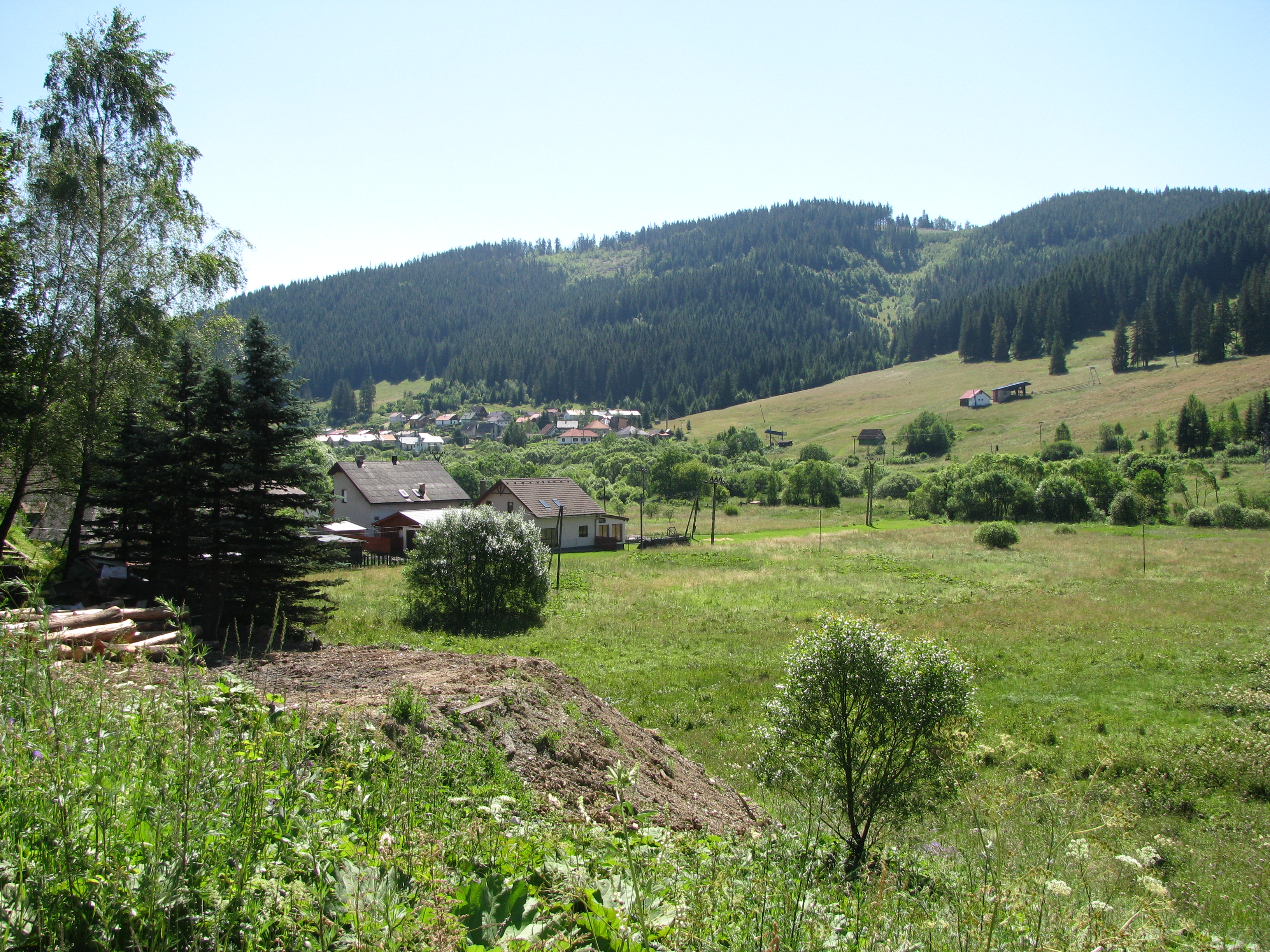
Landschaft im Ortsteil Prostredný Hámor

Die Gemeinde liegt im oberen Tal des Flusses Hnilec, mit einem kleinen Anteil am Stausee Palcmanská Maša, zwischen dem Gebirge Volovské vrchy im Süden und dem Slowakischen Paradies im Norden. Mlynky ist 26 Kilometer von Spišská Nová Ves und 38 Kilometer von Rožňava entfernt. Nachbargemeinden sind: Dedinky, Dobšiná, Hnilec, Smižany und Spišská Nová Ves.

## Geschichte
Die heutige Gemeinde entstand 1960 durch Zusammenschluss folgender Ortschaften, die von der Stadt Spišská Nová Ves ausgegliedert wurden: Biele Vody (deutsch Weißwasser), Havrania Dolina (deutsch Rabenseifen), Mlynky, Palcmanská Maša (deutsch Palzmannshütte), Prostredný Hámor, Rakovec (deutsch Krebsseifen) und Sykavka.
In den ehemaligen Bergwerken wurde Eisen- und Kupfererz gefördert. Anfang des 19. Jahrhunderts errichtete die Familie Palzmann im Ortsteil Palcmanská Maša einen Hochofen und ein Hammerwerk. 1843 wurde die Firma an die Familie Coburg verkauft. Alle Bergwerke wurden nach der Verstaatlichung im Jahre 1948 an die neu gegründete Gesellschaft Železorudné bane in Spišská Nová Ves eingegliedert. Die Bergwerke sind seit 1966 allerdings außer Betrieb. Bis heute erinnert jedoch das Wappen an den Bergbau. Heute orientiert sich die Gemeinde an den Fremdenverkehr, sowohl im Winter (Skiorte Biele Vody und Gugel, Loipen) als auch im Sommer (Stausee Palcmanská Maša, Nationalpark Slowakisches Paradies).

## Bevölkerung
| Jahr                | 1994 | 2004     | 2014    | 2024     |
| ------------------- | ---- | -------- | ------- | -------- |
| Anzahl der Personen | 675  | 589      | 563     | 497      |
| Unterschied         |      | −12,74 % | −4,41 % | −11,72 % |

| Jahr                | 2023 | 2024    |
| ------------------- | ---- | ------- |
| Anzahl der Personen | 492  | 497     |
| Unterschied         |      | +1,01 % |

## Sehenswürdigkeiten
- spätbarocke evangelische Kirche aus dem 18. Jahrhundert
- Reste des Bergbaus wie z. B. im Bergwerk Leopold
- Wanderungen in den umliegenden Gebirgen